# Paolo Galeazzi (produttore discografico)
Paolo Galeazzi (Varese, 6 novembre 1966) è un arrangiatore, compositore e produttore discografico italiano.

## Biografia
Nel 1990 avviene l'esordio sul mercato discografico con il singolo "J.J. Tribute" degli A.S.H.A., team di cui fa parte insieme a Maurizio Parafioriti, Dario Pozzi e Lello Gentile e nel quale riveste 
il ruolo di arrangiatore, compositore e produttore. Il brano è definito una "cult track" tra le più rappresentative
della Piano House italiana di sempre; contiene campioni della voce di Janis Joplin, tratti dall'esecuzione live del brano "Ball and Chain" presente nell'album del 1972 "Joplin in Concert".

Nel 1997 è produttore, insieme a Maurizio Parafioriti, del duo Gemini per l'etichetta CGD East West (Warner Music); con il brano "Sento che ci sei" ottengono la vittoria alla manifestazione 
"Un disco per l'estate" del 1997.

Nel 2001 il brano da lui realizzato nel 1998 per l'artista Marco Morano, "La Gente Che Si Sbatte", è selezionato per il festival internazionale della canzone di Vina del Mar in Cile.

Nel 1999 è autore e produttore del tormentone estivo "Amore(Love)" di Lia De Bahia.

Nel 2013 in occasione dell'uscita dell'album "Amo - Capitolo I" di Renato Zero, realizza una versione remixata del singolo "Chiedi Di Me", il quale sarà
pubblicato su vinile in edizione limitata. Tale vinile conterrà anche una nuova versione di Madame, sempre remixata da P.Galeazzi, e presentata per la prima volta l'8 marzo 2013 al Piper Club di Roma.
Nel 2018 Renato Zero gli commissiona il remix di uno dei suoi brani più celebri, "Triangolo". Il brano viene presentato da Renato Zero all'Arena di Verona il 3 Settembre 2018 in occasione della manifestazione "Power Hits Estate 2018".

Nel 2019 il brano "I Don't Even Care" prodotto per l'artista Filippin raggiunge la posizione n°28 all'interno della Billboard Top 50 Dance Club Songs.
Nel 2020 è arrangiatore di "Troppi Cantanti Pochi Contanti", brano di Renato Zero appartenente al 2° Volume del triplo album di inediti Zero Settanta pubblicato dall'artista nell'autunno del medesimo anno.

## Discografia
| Anno | Artista                                    | Titolo                                | Compositore | Arrangiatore | Produttore | Remixer |
| ---- | ------------------------------------------ | ------------------------------------- | ----------- | ------------ | ---------- | ------- |
| 2020 | Renato Zero                                | "Troppi Cantanti Pochi Contanti"      |             | Si           |            |         |
| 2020 | Syrsor                                     | "Coeur Qui Danse"                     | Si          | Si           | Si         |         |
| 2020 | Filippin                                   | "Afterglow"                           | Si          | Si           | Si         |         |
| 2019 | Filippin                                   | "Chasing After You"                   | Si          | Si           | Si         |         |
| 2019 | Filippin                                   | "I Don't Even Care"                   | Si          | Si           | Si         |         |
| 2018 | Renato Zero                                | "Triangolo (Paolo Galeazzi Remix)"    |             | Si           |            | Si      |
| 2018 | Filippin                                   | "It's Supernatural"                   | Si          | Si           | Si         |         |
| 2013 | Renato Zero                                | "Chiedi Di Me (Paolo Galeazzi Remix)" |             | Si           |            | Si      |
| 2013 | Renato Zero                                | "Madame (Paolo Galeazzi Remix)"       |             | Si           |            | Si      |
| 2012 | Michele Pradella                           | "L'Alchimia Segreta"                  |             | Si           |            |         |
| 2008 | Fly2 Project                               | "Loungebeach Session 2 Formentera"    | Si          | Si           | Si         |         |
| 2008 | Fly Project                                | "Beach Lounge Ibiza"                  | Si          | Si           | Si         |         |
| 2005 | Gaetana (Giusy Ferreri)                    | "Il party"                            |             | Si           |            |         |
| 2005 | Laura Gauthier                             | "De Moi, De Toi"                      | Si          | Si           | Si         |         |
| 2004 | Brio From Rio                              | "A Song For You"                      | Si          | Si           | Si         |         |
| 2001 | Roberto Cacciapaglia                       | "Arcana"                              |             | Si           |            |         |
| 2001 | Brio From Rio                              | "Just For Me"                         | Si          | Si           | Si         |         |
| 2001 | Valentina Maugeri                          | "E' Mattino"                          |             | Si           |            |         |
| 2001 | Brenda's Dream                             | "Take Me There"                       | Si          | Si           | Si         |         |
| 2000 | Lia De Bahia                               | "Parla Che Mi Ama"                    | Si          | Si           | Si         |         |
| 1999 | Marco Morano                               | "La Gente Che Si Sbatte"              | Si          | Si           | Si         |         |
| 1999 | Ron                                        | "Solo Per Te"                         |             | Si           |            |         |
| 1999 | Lia De Bahia                               | "Amore (Love)"                        | Si          | Si           | Si         |         |
| 1998 | Gemini                                     | "Io e Te"                             | Si          | Si           | Si         |         |
| 1997 | Gemini                                     | "Sento che ci sei"                    | Si          | Si           | Si         |         |
| 1996 | Diana / Indiana                            | "You Are My Angel"                    |             | Si           |            | Si      |
| 1995 | Diana / Indiana                            | "All I Need Is Love"                  |             | Si           | Si         | Si      |
| 1995 | Miura                                      | "Insensitive"                         | Si          | Si           | Si         |         |
| 1995 | Kika                                       | "I Can Live"                          | Si          | Si           | Si         |         |
| 1994 | Nikita                                     | "Eterna Divina"                       |             | Si           | Si         | Si      |
| 1994 | Peter Gast                                 | "Music's Always Got Me Crazy"         | Si          | Si           | Si         |         |
| 1994 | Blue Beat                                  | "Everybody Look At Me"                | Si          | Si           | Si         |         |
| 1994 | Tama Tata                                  | "The Power Of Love"                   | Si          | Si           | Si         |         |
| 1994 | Heavy Mental                               | "Mentahsma"                           | Si          | Si           | Si         |         |
| 1993 | Olivia                                     | "Your Song"                           |             | Si           | Si         |         |
| 1993 | Gap Noise feat. Olivia                     | "Nightshift"                          |             | Si           | Si         |         |
| 1992 | Another Class feat. Olivia                 | "S.O.S"                               |             | Si           | Si         |         |
| 1992 | Another Class                              | "Don't You"                           |             | Si           | Si         |         |
| 1992 | Another Class feat. KC & The Sunshine Band | "Please Don't Go"                     |             | Si           | Si         | Si      |
| 1991 | Another Class                              | "Ride Like The Wind"                  |             | Si           | Si         |         |
| 1991 | Peter Gast                                 | "Everything"                          | Si          | Si           | Si         |         |
| 1990 | A.S.H.A                                    | "J.J. Tribute"                        | Si          | Si           | Si         |         |

## Premi e riconoscimenti
- Primo posto a Un disco per l'estate - edizione 1997 -